# Baudouin II de Courtenay
Pour les articles homonymes, voir Baudouin II.
Baudouin II de Courtenay (1217-1273) est le dernier empereur latin de Constantinople de 1228 à 1261 et marquis de Namur de 1237 à 1256. C’est aussi le seul des empereurs latins d’Orient à être Porphyrogénète, c'est-à-dire né de parents empereurs. Il est issu de la maison capétienne de Courtenay et est fils de Pierre II de Courtenay, comte de Nevers, d’Auxerre et de Tonnerre et empereur latin de Constantinople et de Yolande de Hainaut.

## Biographie
Couronné empereur latin à Rome, son père ne parvient pas à rejoindre Constantinople ; il est capturé par Théodore Ange Comnène Doukas, despote d'Épire, en 1217 et meurt emprisonné en 1219.

L'empire latin d'Orient en 1230.

Baudouin naît à Constantinople à la fin de l'année 1217 ou au début de l'année 1218. À l'annonce de la mort de Pierre II, le trône impérial est proposé à son fils aîné Philippe II, marquis de Namur, mais celui-ci la refuse et le second fils, Robert, monte sur le trône. Après un règne catastrophique où il perd la plus grande partie du territoire de l'empire latin, Robert meurt en janvier 1228. Le troisième fils de Pierre II, Henri II, qui avait succédé à son frère aîné à Namur en 1226, refuse à son tour la couronne impériale, et le trône échoit au dernier fils, Baudouin II, qui n'a que onze ans.
Dans un premier temps, la régence est proposée à Narjot de Toucy, mais les régents cherchent un homme expérimenté qui puisse être protecteur de l'empire. Leur choix se porte en 1229 sur Jean de Brienne, ancien roi de Jérusalem évincé par Frédéric II de Hohenstaufen. Afin que la mésaventure qui lui était arrivé avec Frédéric II ne se reproduise pas, il exige d'être associé au trône indépendamment de sa position de régent et fiance sa fille Marie à Baudouin II, le 19 avril 1229. Satisfait, il se rend à Constantinople où il est couronné empereur en 1231.
Mais ce choix de Jean de Brienne comme empereur irrite Ivan Asen II, tzar des Bulgares, qui passe à l'offensive et assiège Constantinople en 1235 et en 1236. Tandis que Jean de Brienne assure la défense de la ville, Baudouin se rend en Occident, et réclame ses possessions patrimoniales, dont Courtenay, qu'il vend afin de financer la défense de l'empire, et le comté de Namur. À la nouvelle de la mort de Jean de Brienne, le 23 mars 1237, il envoie à Constantinople Jean de Béthune, des troupes et de l'argent, dont la plus grande partie se perd en route. Il se rend lui-même à la tête d'une troupe à la fin de l'année 1239 après avoir engagé le comté de Namur.
Allié aux Coumans du khan Jonas, il combat ensuite Jean III Doukas Vatatzès, empereur grec de Nicée. Baudouin a le dessus puis signe une trêve de deux ans. L'alliance entre l'empereur germanique Frédéric II et Jean III Doukas Vatatzès le met en difficulté. Baudouin se rend en Italie à la fin de l'année 1243 pour réconcilier le pape Innocent IV avec Frédéric II et rompre l'alliance entre les deux empereurs. Le pape l'accompagne en 1246 dans le royaume de France pour appuyer sa demande de renforts, mais il n'obtient que la restitution du comté de Namur. Jean III Doukas Vatatzès profite de son absence pour occuper Thessalonique, la Thrace et la Macédoine en 1247. Fort heureusement, Vatatzès meurt en 1254, et son successeur Théodore II Lascaris est incapable d'organiser de nouvelles offensives et fournit quelques répits à l'empire latin. Théodore II meurt en 1258 et son fils Jean IV Lascaris, âgé de huit ans, lui succède, sous la régence de Michel Paléologue. Ce dernier se débarrasse du jeune empereur et reprend Constantinople le 25 juillet 1261, mettant fin à l'empire latin.
Baudouin se réfugie à Nègrepont, puis à la cour de Sicile. Entre-temps, le comté de Namur a été conquis en 1256 par le comte Henri V de Luxembourg, et Baudouin vend ses droits sur le comté en 1263 à Gui de Dampierre. Il tente d'organiser une nouvelle expédition, en attribuant des parts de l'empire à ceux qui lui promettent de participer : le royaume de Thessalonique au duc Hugues IV de Bourgogne, la suzeraineté de la principauté d'Achaïe au roi Charles Ier de Sicile, par le traité de Viterbe (1267) qui consacre également les fiançailles de son fils avec une fille de Charles de Sicile, mais les promesses ne sont pas suivies d'effet. Baudouin II meurt de chagrin en 1273, à l'âge de cinquante-six ans. 
C'est Baudouin qui vendit à saint Louis en août 1238, pour la somme considérable de 135 000 livres tournois, la Sainte Couronne, pour laquelle fut construite la Sainte-Chapelle.

## Mariage et enfants
Il épouse en 1234 Marie de Brienne, morte vers 1280 et inhumée à l'abbaye de Maubuisson, fille de Jean de Brienne, roi de Jérusalem et empereur latin de Constantinople, et de Bérengère de Castille, avec laquelle il a un fils :
- Philippe Ier de Courtenay (1243 † 1283), empereur titulaire de Constantinople.